# Andrea De Maria
Andrea De Maria (Bazzano, 5 ottobre 1966) è un politico italiano, dal 15 marzo 2013 deputato alla Camera per il Partito Democratico, per cui è stato segretario dell'ufficio di presidenza della Camera.

## Biografia
Iscritto nel Partito Comunista Italiano, allora guidato da Enrico Berlinguer, da studente Andrea De Maria inizia a frequentare la sezione di Bologna della Federazione Giovanile Comunista Italiana (FGCI), diventando poi consigliere di Quartiere e arrivando infine a ricoprire il ruolo di segretario provinciale dal 1989 al 1991, mantenendo la carica con la trasformazione della FGCI nella Sinistra Giovanile.
Alle elezioni amministrative del 1995 viene candidato ed eletto sindaco di Marzabotto, una delle Città decorate al Valor Militare per la Guerra di Liberazione, venendo poi rieletto alla successiva tornata elettorale del 1999. Nel 2002, durante il suo secondo mandato di sindaco, partecipa all'omaggio reso a Monte Sole dal Presidente della Repubblica italiana Carlo Azeglio Ciampi, dal Presidente della Repubblica Federale Tedesca Johannes Rau e ai familiari delle vittime dell'eccidio nazifascista, avvenuto nell'autunno del 1944. Per cinque anni è stato anche Presidente del Parco storico di Monte Sole ed è in tale veste che ebbe modo di conoscere Giuseppe Dossetti.
Concluso il mandato come sindaco di Marzabotto nel 2004, alle elezioni amministrative del 2004 viene eletto consigliere della provincia di Bologna per i Democratici di Sinistra nel collegio di Bologna-Borgo Panigale, ottenendo il 50,27% e divenendo vicepresidente della Provincia con deleghe a Bilancio e Città Metropolitana nella giunta di centrosinistra presieduta da Beatrice Draghetti. Nello stesso periodo è componente della Presidenza nazionale dell'Unione delle Province d'Italia, con delega alla finanza locale.
Nel 2006 viene eletto segretario dei Democratici di Sinistra della federazione di Bologna, collaborando alla nascita del Partito Democratico, di cui sarà eletto primo segretario cittadino di Bologna, carica che ha ricoperto fino al giugno 2010. Alle elezioni amministrative del 2009 viene eletto consigliere comunale di Bologna nelle liste del PD, rimanendo in carica fino all'anno successivo.
È stato responsabile nazionale del Partito Democratico per le nuove forme dell'organizzazione e della comunicazione politica. A titolo volontario fa parte del Consiglio di Amministrazione della Fondazione Gramsci dell'Emilia-Romagna e del Consiglio di Amministrazione della Fondazione Imbeni, di cui è stato uno dei soci fondatori.
Alle elezioni politiche del 2013 viene candidato ed eletto alla Camera dei Deputati nella circoscrizione Emilia-Romagna in seconda posizione nelle liste del Partito Democratico e diviene Segretario del gruppo PD.
Il 16 settembre 2014 il segretario del Partito Democratico Matteo Renzi lo nomina Responsabile della Formazione Politica e componente della Segreteria Nazionale del Partito Democratico.
Alle elezioni politiche del 2018 viene candidato nel collegio uninominale Emilia-Romagna - 06 (Bologna - Zona Urbana Mazzini) per la coalizione di centro-sinistra in quota PD ed è rieletto deputato con il 37,22% dei voti, superando Paola Francesca Scarano del centrodestra (27,24%) e Alessandra Carbonaro del Movimento 5 Stelle (21,52%).
Il 18 marzo 2018 viene nominato componente della Presidenza del gruppo PD della Camera.
Il 9 ottobre 2019 viene eletto segretario di ufficio di presidenza della Camera dei Deputati con 352 voti.
Nel 21 gennaio 2022 diventa componente della Segreteria regionale del PD dell'Emilia-Romagna, con delega al Programma.
Alle elezioni politiche anticipate del 2022 viene ricandidato alla Camera dei deputati nel collegio uninominale Emilia-Romagna - 07 (Carpi), sostenuto dalla coalizione di centro-sinistra in quota PD, venendo rieletto deputato con il 37,82% dei voti, superando i candidati del centro-destra, in quota Noi Moderati per una manciata di voti, Giuseppe Galati (36,98%) e del Movimento 5 Stelle Mattia Veronesi (10,54%). Nella XIX legislatura è tesoriere del gruppo parlamentare PD alla Camera.
Alle primarie del PD del 2023 è portavoce della mozione di Stefano Bonaccini che perderà la sfida contro Elly Schlein. Nel gennaio del 2024 viene scelto come coordinatore degli amministratori locali di "Energia Popolare", corrente di Bonaccini.

## Vita privata
Il 7 settembre 2013 ha sposato con rito civile Irene Priolo, sindaco del Partito Democratico di Calderara di Reno, nella sala consiliare del Comune amministrato dalla moglie.